# Shuinsen

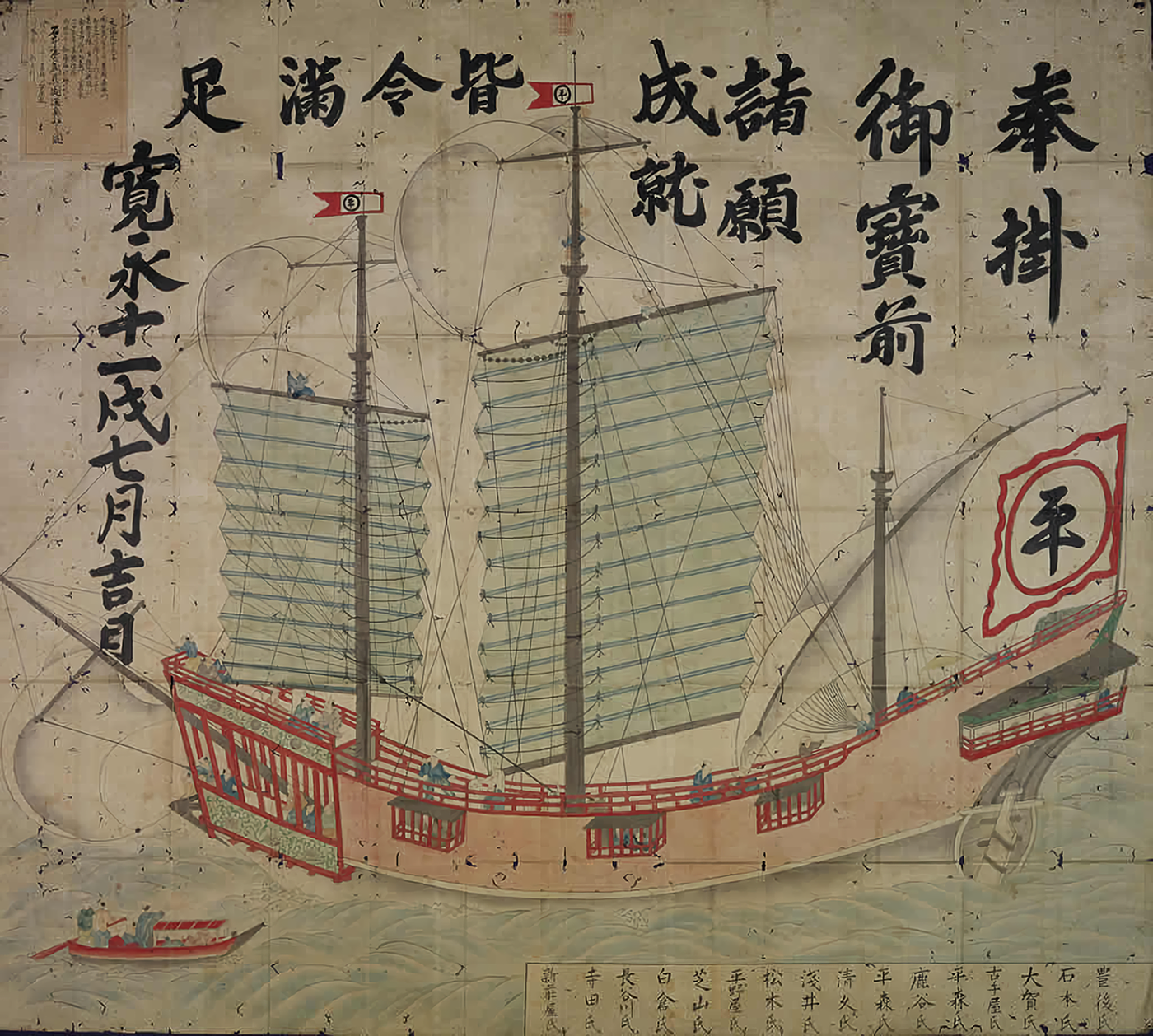
Navio mercante japonês de influência ocidental: Shuinsen (literalmente "navio de selo vermelho") do shogunato Tokugawa de 1634, Museu de ciência naval de Tóquio. Museu de Ciência Naval de Tóquio.

Os shuinsen (朱印船, literalmente "navio de selo vermelho") foram navios mercantes armados japoneses que chegaram a aportar nos portos do Sudeste Asiático com uma "licença de selo vermelho" emitida pelo shogunato Tokugawa na primeira metade do século XVII. Entre 1600 e 1635, 350 barcos japoneses navegavam sob este sistema de licenciamento japonês. 